# Eleição municipal de Joinville em 2016
A eleição municipal de Joinville em 2016 foi realizada em dois turnos, o primeiro ocorreu no dia 2 de outubro e o segundo em 30 de outubro do mesmo ano. A cidade foi às urnas para eleger um prefeito, um vice-prefeito e 19 vereadores no município de Joinville, no Estado de Santa Catarina, no Brasil. O prefeito eleito foi Udo Döhler, do PMDB, no segundo turno com 55.60% dos votos válidos, disputando com Darci de Matos, do PSD, que teve 44,40% dos votos. Para o Legislativo Municipal, o candidato mais votado foi o vereador eleito Fernando Krelling, do MDB, que recolheu 10.523 votos (3,58% dos votos válidos).

## Campanha
Durante a campanha, o prefeito titular, Udo Döhler (PMDB), elencou como prioritária a administração das contas da cidade, priorizando despesas em saúde, educação e pavimentação na cidade.
Na área da saúde, Döhler se comprometeu a transformar o Hospital São José em um hospital escola. Quanto à segurança pública, planejou triplicar o contingente da guarda municipal joinvilense. O prefeito reeleito também fez promessas para a mobilidade da cidade, com a reconstrução de mais de 50 quilômetros de corredores de ônibus, que permitiriam um deslocamento mais rápido e seguro, aliado a uma redução da tarifa de ônibus e à construção de novas pontes na cidade.

## Candidaturas
Nota: a tabela a seguir está organizada por ordem alfabética de candidatos.
| Candidato(a)      | Partido | Partido | Vice                   | Partido | Partido | Coligação                                                        |
| ----------------- | ------- | ------- | ---------------------- | ------- | ------- | ---------------------------------------------------------------- |
| Carlito Merss     |         | PT      | Francisco de Assis     |         | PT      | Sem coligação                                                    |
| Darci de Matos    |         | PSD     | Julio Fialkoski        |         | PSB     | Joinville mais humana e mais feliz PSD PSB PL DEM PSDC PMB       |
| Ivan Rocha        |         | PSOL    | Cynthia da Luz         |         | PSOL    | Sem coligação                                                    |
| José Vieira Xuxo  |         | PP      | Adilson Moreira        |         | PP      | Sem coligação                                                    |
| Marco Tebaldi     |         | PSDB    | Marilisa Boehm         |         | PSDB    | De volta ao trabalho PSDB PRB PPS PTN PSL PRP PRTB Solidariedade |
| Marcos Soares     |         | PEN     | André Klein            |         | PEN     | Sem coligação                                                    |
| Rodrigo Bornholdt |         | PDT     | Valmir Santhiago       |         | REDE    | Pra fazer diferente PDT REDE                                     |
| Udo Döhler        |         | PMDB    | Nelson Henrique Coelho |         | PMDB    | Juntos no rumo certo PMDB PTB PSC PV PCdoB PTdoB PTC PROS        |

## Debate Televisionado

### Segundo turno
| Data       | Organizador(es) | Mediador        | Udo Döhler (PMDB) | Darci de Matos (PSD) |
| ---------- | --------------- | --------------- | ----------------- | -------------------- |
| 28/10/2016 | RBS TV          | Rafael Custódio | Presente          | Presente             |

## Pesquisas

### Segundo turno
| Instituto           | Data(s) conduzidas | Amostra | Margem de erro | Döhler MDB           | Matos PSD | Branco Nulo | Abst. Indec. | Vantagem |     |      |     |     |     |    |    |
| ------------------- | ------------------ | ------- | -------------- | -------------------- | --------- | ----------- | ------------ | -------- | --- | ---- | --- | --- | --- | -- | -- |
| Instituto           | Data(s) conduzidas | Amostra | Margem de erro | IBOPE SC-02579/2016. | 7-9 Out   | Branco Nulo | Abst. Indec. | Vantagem | 602 | ± 8% | 47% | 41% | 10% | 2% | 6% |
| IBOPE SC-04711/2016 | 26-28 Out          | 602     | ± 8%           | 44%                  | 42%       | 9%          | 5%           | 2%       |     |      |     |     |     |    |    |

## Resultados

### Prefeito
Primeiro turno
Oito candidatos disputaram o cargo de Prefeito de Joinville. Os dois candidatos mais votados, Udo Döhler (PMDB) e Darci de Matos (PSD), seguiram para o segundo turno.
| Candidato(a)            | Vice                          | 1º Turno | 1º Turno    |
| Candidato(a)            | Vice                          | Total    | Porcentagem |
| ----------------------- | ----------------------------- | -------- | ----------- |
| Udo Döhler (PMDB)       | Nelson Henrique Coelho (PMDB) | 137.700  | 45,01%      |
| Darci de Matos (PSD)    | Julio Fialkoski (PSB)         | 84.235   | 27,53%      |
| Marco Tebaldi (PSDB)    | Marilisa Boehm (PSDB)         | 42.058   | 13,75%      |
| Carlito Merss (PT)      | Francisco de Assis (PT)       | 17.870   | 5,84%       |
| Rodrigo Bornholdt (PDT) | Valmir Santhiago (REDE)       | 13.436   | 4,39%       |
| José Vieira Xuxo (PP)   | Adilson Moreira (PP)          | 5.390    | 1,76%       |
| Ivan Rocha (PSOL)       | Cynthia da Luz (PSOL)         | 3.058    | 1,00%       |
| Marcos Soares (PEN)     | André Klein (PEN)             | 2.192    | 0,72%       |
| Total de votos válidos  | Total de votos válidos        | 305.939  | 89,72%      |
| → Votos em branco       | → Votos em branco             | 13.099   | 3,84%       |
| → Votos nulos           | → Votos nulos                 | 21.963   | 6,44%       |
| Total de votos apurados | Total de votos apurados       | 341.001  | 100%        |
| Abstenções              | Abstenções                    | 31.550   | 8,47%       |
| Total de eleitores      | Total de eleitores            | 372.551  | 100%        |

Segundo turno
No dia 30 de outubro, Udo Döhler foi reeleito com 55,60% dos votos válidos.
| Candidato(a)            | Vice                          | 2º Turno | 2º Turno    |
| Candidato(a)            | Vice                          | Total    | Porcentagem |
| ----------------------- | ----------------------------- | -------- | ----------- |
| Udo Döhler (PMDB)       | Nelson Henrique Coelho (PMDB) | 171.217  | 55,60%      |
| Darci de Matos (PSD)    | Julio Fialkoski (PSB)         | 123.093  | 44,40%      |
| Total de votos válidos  | Total de votos válidos        | 307.919  | 92,36%      |
| → Votos em branco       | → Votos em branco             | 7.340    | 2,20%       |
| → Votos nulos           | → Votos nulos                 | 18.113   | 5,43%       |
| Total de votos apurados | Total de votos apurados       | 333.372  | 100%        |
| Abstenções              | Abstenções                    | 39.179   | 10,52%      |
| Total de eleitores      | Total de eleitores            | 372.551  | 100%        |

### Vereador
Dezenove vereadores foram eleitos no dia 2 de outubro de 2016. Entre eles, apenas duas mulheres. O vereador mais votado foi Fernando Krelling (PMDB), com 10.523 votos, ou 3,58%, sendo também o mais votado da história de Joinville até 2016. O partido com a maior representação foi o PMDB (5), seguido pelo PSB, com três vereadores.
| Partido            | Partido            | Candidato          | Votos   | Porcentagem |
| ------------------ | ------------------ | ------------------ | ------- | ----------- |
|                    | PMDB               | Fernando Krelling  | 10.523  | 3,58%       |
|                    | PMDB               | Rodrigo Fachini    | 6.243   | 2,12%       |
|                    | PMDB               | Richard Harrison   | 5.464   | 1,86%       |
|                    | PMDB               | Roque Mattei       | 5.077   | 1,73%       |
|                    | SD                 | Adilson Girardi    | 4.980   | 1,69%       |
|                    | PMDB               | Cláudio Aragão     | 4.943   | 1,68%       |
|                    | PSB                | Ninfo König        | 4.749   | 1,62%       |
|                    | PSB                | Rodrigo Coelho     | 4.406   | 1,50%       |
|                    | PSC                | Lioilson Correia   | 4.377   | 1,49%       |
|                    | PSD                | Fabio Alonso       | 4.292   | 1,46%       |
|                    | PSB                | Wilson Paraíba     | 3.697   | 1,26%       |
|                    | PROS               | Ana Rita Negrini   | 3.509   | 1,19%       |
|                    | PR                 | José Henkel        | 1.487   | 1,00%       |
|                    | PSDB               | Odir Nunes         | 3.039   | 1,03%       |
|                    | PSC                | Jaime Evaristo     | 3.018   | 1,03%       |
|                    | PDT                | James Schroeder    | 2.582   | 0,97%       |
|                    | PR                 | Maurício Peixer    | 2.8573  | 0,88%       |
|                    | SD                 | Tânia Larson       | 2.455   | 0,84%       |
|                    | PSDB               | Natanael Jordão    | 2.226   | 0,76%       |
| → Votos brancos    | → Votos brancos    | → Votos brancos    | 13.099  | 3,84%       |
| → Votos nulos      | → Votos nulos      | → Votos nulos      | 21.963  | 6,44%       |
| Total apurado      | Total apurado      | Total apurado      | 341.001 | 100%        |
| Abstenção          | Abstenção          | Abstenção          | 31.550  | 8,47%       |
| Total de eleitores | Total de eleitores | Total de eleitores | 372.551 | 100%        |